# 러시아 안전보장회의

러시아 안전보장회의 또는 러시아 연방 안전보장회의(영어: Security Council of Russia, SCRF 또는 Sovbez, 러시아어: Совет безопасности Российской Федерации(СБРФ), 로마자 표기: Sovet bezopasnosti Rossiyskoy Federatsii(SBRF))는 국가안전보장 문제에 관한 대통령의 의사 결정 및 전략적 관심 사항을 지원하는 러시아의 대통령의 헌법 협의 기관이다. SCRF는 러시아 최고위급 관료와 국방·안보 기관장으로 구성되고 러시아 대통령이 의장을 맡은 SCRF는 국가 안보 정책을 조율하고 통합하는 포럼 역할을 한다.

## 같이 보기
- 러시아 연방정부